# Symplectoscyphus pallidus
Symplectoscyphus pallidus är en nässeldjursart som först beskrevs av Gustav Heinrich Kirchenpauer 1884.  Symplectoscyphus pallidus ingår i släktet Symplectoscyphus och familjen Sertulariidae. Inga underarter finns listade i Catalogue of Life.